# Rodrigo Gallegos
Rodrigo Gallegos (Arroyo Seco, Santa Fe, 28 de enero de 1991) es un baloncestista argentino que se desempeña en la posición de base en Ferro de la Liga Nacional de Básquet de Argentina. Es hijo del entrenador de baloncesto Marcelo Gallegos.

## Trayectoria

### Clubes
| Club                             | País      | Año             |
| -------------------------------- | --------- | --------------- |
| Unión de Arroyo Seco             | Argentina | 2007 - 2008     |
| Rosario Central                  | Argentina | 2009 - 2010     |
| Unión de Arroyo Seco             | Argentina | 2011 - 2013     |
| Sportivo Rivadavia de San Genaro | Argentina | 2014 - 2015     |
| Unión de Arroyo Seco             | Argentina | 2015            |
| Deportivo Norte                  | Argentina | 2016 - 2019     |
| Olímpico                         | Argentina | 2019 - 2020     |
| Hispano Americano                | Argentina | 2020 - 2021     |
| Gimnasia y Esgrima de Rosario    | Argentina | 2021            |
| Ferro                            | Argentina | 2021 - 2022     |
| Ancud                            | Chile     | 2022 - 2023     |
| Oberá                            | Argentina | 2023 - 2024     |
| Ferro                            | Argentina | 2024            |
| Llaneros de Guárico              | Venezuela | 2024            |
| Ferro                            | Argentina | 2024 - Presente |